# 심문택
심문택(沈汶澤, 1935년~1998년)은 한국 국방연구개발의 기틀을 닦은 연구관리자이다. 국방과학연구소 전 소장으로 번개사업의 성공적 완수로 기본 병기 국산화를 달성하고, 장거리 지대지 미사일 백곰 개발 사업을 주도하며, 국내 최초의 품질보증제도 구축으로 공업기술의 표준화 및 규격화에 기여하였다.

## 학력
- 1944 연희전문학교 이과 졸업
- 1948 서울대학교 화학과 졸업
- 1956 미국 인디애나대학 이학박사(화학

## 경력
- 1949~1963 연세대학교 화학과 교수
- 1963~1964 원자력연구소 연구관, 화학실장
- 1964~1966 서강대학교 화학과 교수
- 1966~1972 한국과학기술연구소 책임연구원, 부소장, 소장서리
- 1972~1980 국방과학연구소 소장
- 1981~1989 경희대학교 화학과 교수

## 포상
- 1972 국민훈장 동백장
- 1979 보국훈장 통일장

## 참고자료
1. ↑  대한민국 과학기술유공자 홈페이지